# رئیس‌جمهور پاکستان
رئیس‌جمهور پاکستان (اردو: صدر مملکت پاکستان) سرپرست کشور پاکستان است که «وحدت جمهوری» را نمایندگی می‌کند. رئیس‌جمهور دارای عنوان قانونی دوژور است و یک فرمانده کل قوا در نیروهای مسلح پاکستان براساس قانون اساسی پاکستان است.